# سوپریور ایرویز
سوپریور ایرویز (به انگلیسی: Superior Airways) یک شرکت هواپیمایی است که در تاریخ ۲۰۰۳ میلادی تأسیس شده‌است.
دفتر مرکزی سوپریور ایرویز در انتاریو واقع شده‌است و قطب این شرکت هواپیمایی در انتاریو قرار دارد و به بریزبن، هونیارا، نائورو، پورت ویلا و پورت مورسبی، پرواز مستقیم انجام می‌دهد.

## ناوگان هوایی

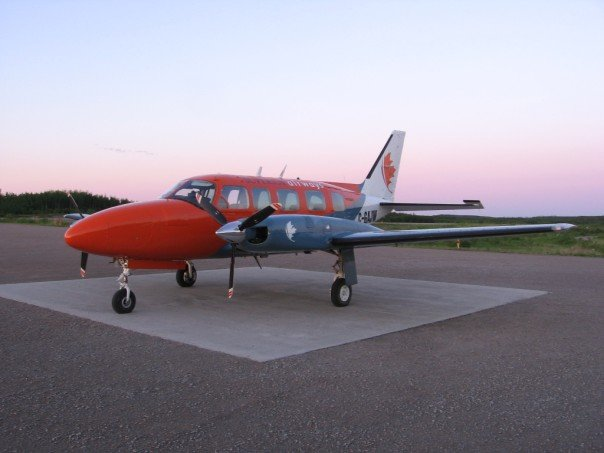
C-GAJW
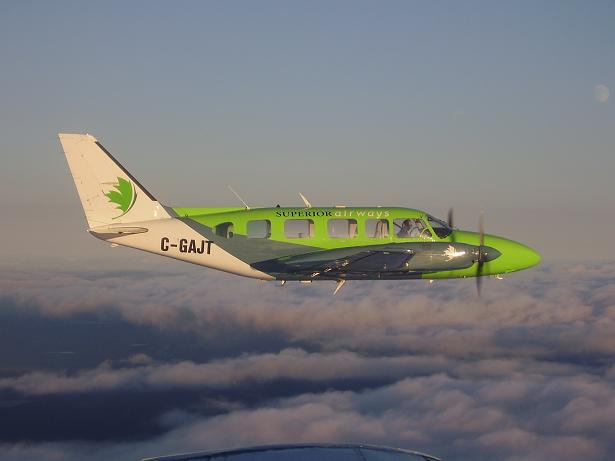
C-GAJT